# Chrysallida mcmillanae
Chrysallida mcmillanae is een slakkensoort uit de familie van de Pyramidellidae. De wetenschappelijke naam van de soort werd in 2000 voor het eerst geldig gepubliceerd door Jacobus Johannes van Aartsen, Edi Gittenberger en Jeroen Goud.